# Schwentine
La Schwentine, con i suoi 62 km di lunghezza, è il fiume più lungo che scorre interamente nel Land dello Schleswig-Holstein. Esso sgorga dalla più elevata altura del land, il Bungsberg, attraversa l'intera Svizzera dell'Holstein e numerosi laghi di questa regione. Passa per le località di Eutin, Bad Malente, Plön, Preetz, Schwentinental e sfocia a Kiel nel fiordo della città, sul mar Baltico.

## Economia
Il fiume ha una grande importanza per la fornitura di acqua potabile alla città di Kiel: nella frazione di Klausdorf (ex comune che insieme a Raisdorf ha formato la città di Schwentinetal) esiste un impianto di captazione delle acque fin dal 1900 circa.
Sebbene Schwentinetal per tutta la sua estensione dia un'eccezionale impressione naturale, essa è strettamente collegata all'industrializzazione della città di Kiel. Due centrali idroelettriche classificate come monumenti storici (uno sul Rosensee), realizzate dal costruttore ed industriale Bernhard Howaldt (1850 – 1908), sono ancora in funzione.
I grassi mulini ad acqua oggi non esistono più. Dell'antico cantiere Howaldt (quello assorbito nel gruppo Howaldtswerke-Deutsche Werft), è rimasto ancora solo un museo. Grazie a vari programmi di sponsorizzazione la zona dell'estuario della Schwentine sta perdendo a poco a poco il carattere industriale. A parte la zona dell'estuario vero e proprio, non si ha più sullo Schwentine alcuna navigazione commerciale, tante più s'incontrano le imbarcazioni per escursioni (Viaggio dei 5 laghi, viaggio a Schwentinetal) e le canoe.
Nell'estuario della Schwentine vi sono ben 5 associazioni navali con il loro porto: EWSK (Ellerbek Wellingdorfer Segelklub e.V), SVS (Segel-Verein Schwentinemünde e.V.), SFS (Schwentine-Fahrten-Segler Kiel), PTSK (Post und Telekom Sportverein Kiel), WSCE (Wassersportclub Ellerbek e.V.) und der 1.KBV (Erster Kieler Bootshafenverein e.V.)

## Protezione della natura
Dal 1984 una parte del fiume, un suo antico ramo, è destinato ad area protetta. Esso ha ottenuto questo status poiché il tratto del corso d'acqua, a causa delle sue ripide rive è rimasto allo stato naturale ed è il normale habitat per una serie di piante ed animali rari. Questa zona misura circa 19 ettari. Ad essa appartengono, oltre al corso del fiume principale anche un vecchio ramo ed un affluente, anse, rive e pareti boscose come pure ruscelli.

## Storiografia
Il nome "Schwentine" ha origine dallo  slavo Sventana o dal baltico šventa, che sta per "il Santo".
La sorgente primaria della Schwentine non si trova sul Bungsberg, bensì in prossimità di Bornhöved.
La sorgente dell'odierna Antica Schwentine è, secondo il punto di vista di storici, naturalisti e ricercatori di linguistica, l'originale fonte della Schwentine. Il piccolo fiume segnava nel primo ed Alto Medioevo il confine fra la zona sassone, contigua al mar Baltico presso Kiel, e l'insediamento temporaneo degli slavi nella attuale circondario dello Holstein Orientale.

## Immagini del fiume

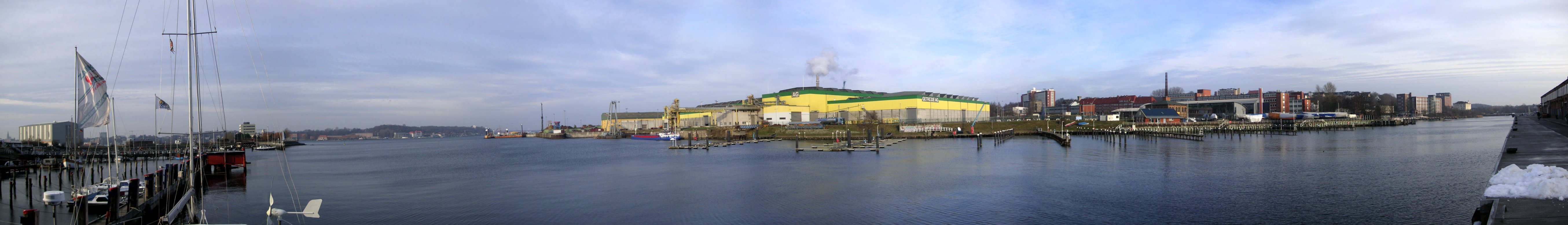
Estuario dello Schwentine presso il mercato del pesce di Kiel

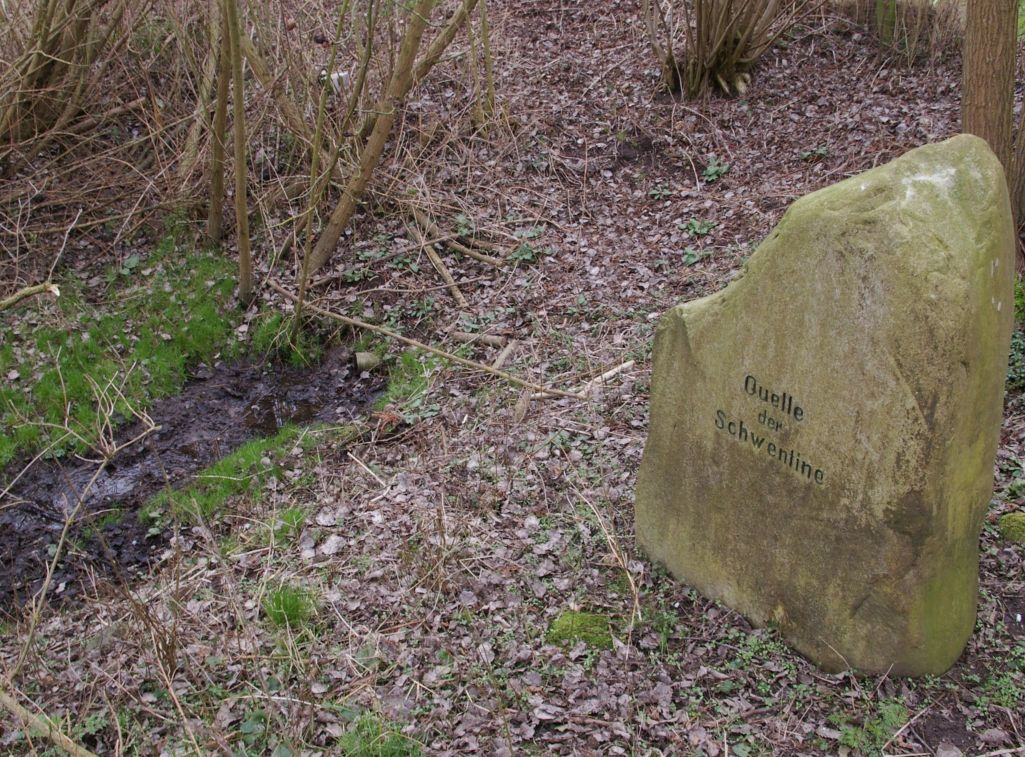
Fonti dell'Antico Schwentine a Bornhöved
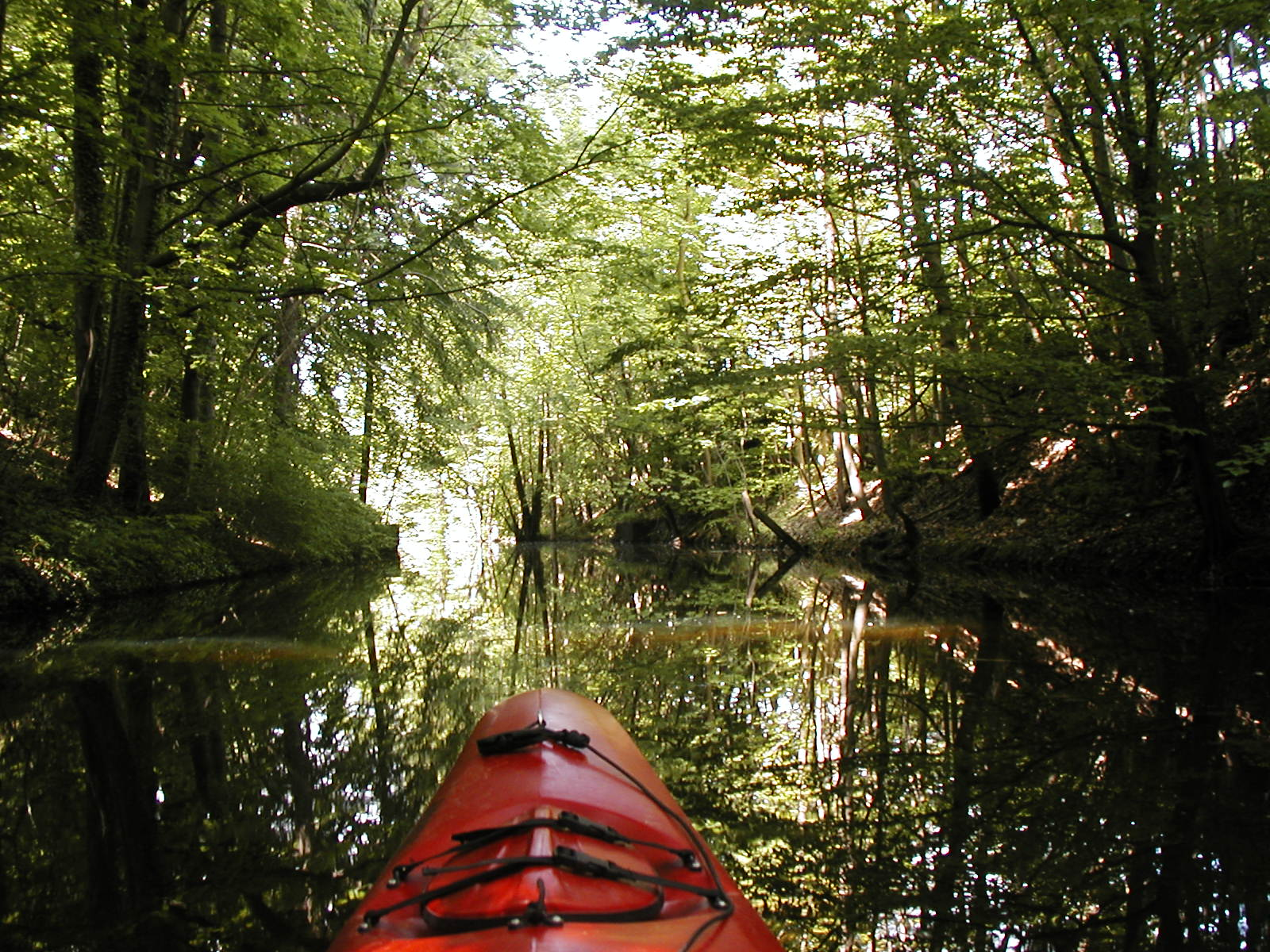
La Schwentine a Bad Malente
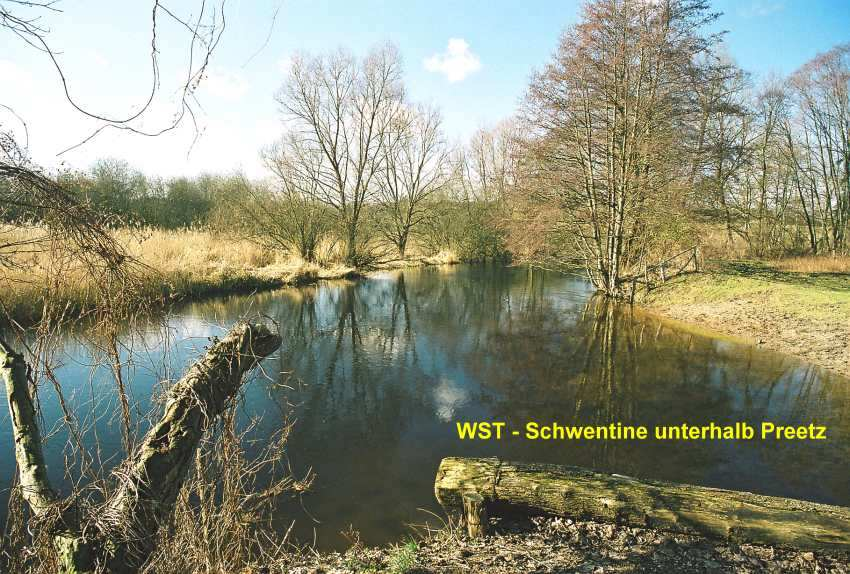
La Schwentine nella zona fra Preetz ed il Rosensee a Raisdorf

## Laghi attraversati
Elenco dei laghi attraversati dal fiume Schwentine (in ordine secondo il corso del fiume):
- Lago di Stendorf
- Lago di Sibbersdorf
- Gran lago di Eutin
- Lago di Keller
- Dieksee
- Langensee
- Lago di Behl
- Höftsee
- Gran lago di Plön
- Stadtsee
- Schwanensee
- Piccolo lago di Plön
- Kronsee
- Fuhlensee
- Lanker See
- Kirchsee
- Rosensee